# Lonchophylla bokermanni
Lonchophylla bokermanni — вид родини листконосові (Phyllostomidae), ссавець ряду лиликоподібні (Vespertilioniformes, seu Chiroptera).

## Середовище проживання
Обмежується південним сходом Бразилії. Вид можна знайти в Серраді і в Атлантичному лісі, і в переході між ними.

## Життя
Споживає нектар і може бути важливим запилювачем. Лаштує сідала в невеликих колоніях від 2 до 5 особин.